# Aktobská oblast
Aktobská oblast (kazašsky Ақтөбе облысы, rusky Актюбинская область) je oblast na západě Kazachstánu. Byla založena 10. března 1932 v rámci Kazašské ASSR. V letech 1962-64 byla součástí Západokazašského kraje. Má rozlohu 300 600 km² a přibližně 927 tisíc obyvatel. Nachází se v ní 7 měst a 4 sídla městského typu. Je rozdělena na 12 administrativních okresů. Hlavním městem je Aktobe.

## Poloha
Oblast hraničí s šesti oblastmi Kazachstánu (Západokazachstánskou na severozápadě, Atyrauskou na západě, Mangystauskou na jihozápadě, Kostanajskou na severovýchodě, Ulytauskou na východě a Kyzylordskou na jihovýchodě), na severu s Orenburskou oblastí Ruska a na jihu přes vysychající Aralské jezero s Karakalpackou republikou v Uzbekistánu.
Oblast leží mezi Přikaspickou nížinou na západě, plošinou Ustjurt na jihu, Turanskou nížinou na jihovýchodě a jižními výběžky Uralu na severu. Velkou část oblasti tvoří rovina o nadmořské výšce 100 – 200 m, rozčleněná dolinami řek. V prostřední části se nacházejí hory Mugodžary (nejvyšší bod hora Velký Bakty-baj – 657 m). Západní část oblasti vyplňuje Poduralská plošina, která na jihozápadě přechází do Přikaspické nížiny. Na jihovýchodě jsou masivní písečné duny (Přiaralské Karakumy, Velké, a Malé Barsuky). Na severovýchod oblasti zasahuje Turganská plošina členěná roklemi.

## Administrativní dělení
Oblast se skládá z 12 rajónů:
- Alginský rajón (Alga)
- Ajtěkebijský rajón (Komsomolskoje)
- Bajganinský rajón (Bajganin)
- Kargalinský rajón (Batamšinskij)
- Chobdinský rajón (Chobda)
- Martucký rajón (Martuk)
- Mugalžarský rajón (Kandyagaš)
- Uilský rajón (Uil)
- Temirský rajón (Šubarkuduk)
- Chromtauský rajón (Chromtau)
- Čelkarský rajón (Čelkar)
- Irgizský rajón (Irgiz)

Celkem se v ní nachází 8 měst (Aktobe, Alga, Žem, Kandyagaš, Temir, Chromtau, Čelkar, Emba) a 4 sídla městského typu (Šubarkuduk, Šubarši..).

## Klima
Klima je ryze kontinentální s horkým, suchým létem a chladnou zimou. V létě jsou časté větry s vysokou teplotou vzduchu (suchověje – суховеи) a pylové bouře, v zimě chumelenice. Průměrná teplota v červenci na severozápadě je 22,5 °С na jihovýchodě 25 °С a v lednu -16 (na severozápadě) a -15,5 °С (na jihovýchodě). Množství srážek za rok je 300 mm na severozápadě a 125 až 200 mm uprostřed a na jihu.

## Vodstvo
Všechny řeky oblasti náleží k bezodtokému povodí Kaspického moře a nevelkých jezer. Největší řeky jsou Emba, přítoky Uralu Or a Ilek a dále Irgiz, Uil, Turgaj a Sagiz. Většina řek má málo vody, v létě vysychají nebo se rozpadají na oddělená jezírka. V oblasti se nachází více než 150 jezer, především mělkých a slaných. Některá z nich vysychají a mění se na slaniska (např. Šalkarteniz) a vodou se zaplňují pouze na jaře.

## Půdy a flóra
Severozápadní část oblasti je pokryta kavylem a pelyňkovo-travnatou stepí na černozemních a tmavě kaštanových půdách se skvrnami slanisek. V dolinách řek převládá luční rostlinstvo, háje topolů, osik, bříz a křoviny. Střední a severovýchodní část je pokryta travnato-pelyňkovou suchou stepí na světle kaštanových a šedých mírně slaných půdách. Na jihu se rozkládají pelyňkové slané pustiny a polopustiny na hnědých slaných půdách s písečnými dunami a slanisky.

## Fauna
Po celém území jsou zastoupeni hlodavci (pestrušky, sysli, frčci, tarbíčci) a savci (vlci a korsaci), žijí zde také antilopy (sajga tatarská, gazela perská).